# Tratado de París (1806)
Tratado de París (1806) es el nombre de dos tratados internacionales firmados en París en el año 1806, en el contexto de las Guerras napoleónicas:
- El 15 de febrero se firma el Tratado de París (1806, Prusia-Francia), entre el Imperio francés y el reino de Prusia, por el que este, tras su derrota en la batalla de Austerlitz (2 de diciembre de 1805), fue obligado a concertar una alianza ofensiva y defensiva con aquel. Prusia fue obligada a incorporarse al bloqueo continental, cerrando sus puertos al comercio británico. Como consecuencia, el Reino Unido declara la guerra a Prusia. Hannóver (enclave inglés en el territorio continental europeo, un estratégico puerto rodeado por los territorios alemanes occidentales del reino de Prusia) pasa a ser controlado por Francia.[1]
- El 12 de julio se firma el Tratado de París (1806, Confederación del Rin),[2] por el que se crea la Confederación del Rin, bajo protectorado del emperador Napoleón Bonaparte (Protector de la Confederación del Rin). El tratado fue firmado por dieciséis príncipes soberanos de la zona occidental (Renania) del Sacro Imperio Romano Germánico. Esta antigua figura jurídico-territorial, inoperante en la práctica desde hacía siglos, quedó disuelta el 6 de agosto por decreto de Francisco I de Austria (nuevo ordinal del título -Emperador de Austria- que llevará a partir de entonces; su ordinal como Emperador de Alemania era Francisco II), impidiendo de esta forma que Napoleón se incorporara el título de Emperador de Alemania (Kaiser) al de Emperador de los franceses, como quizá hubiera sido su propósito.